# Едвін Санчес
Едвін Санчес (ісп. Edwin Sánchez; нар. 21 лютого 1990, Санта-Текла) — сальвадорський футболіст, півзахисник клубу «Агіла» та національної збірної Сальвадору.

## Клубна кар'єра
Вихованець клубу «Турін ФЕСА», після чого недовго перебував в Аргентині в структурі клубу «Дефенса і Хустісія».
2009 року Санчес повернувся у своє рідне місто, підписавши контракт з клубу другого дивізіону«Санта-Текла». Завдяки хорошим виступам в команді в травні 2010 року був на перегляді в іспанській «Малазі», але зрештою залишився на батьківщині, підписавши контракт зі столичним клубом УЕС, в якому в сезоні 2010/11 дебютував в сальвадорській Прімері. Прем'єрний гол у вищому дивізіоні забив 7 серпня 2010 в матчі проти клубу «Онсе Мунисипаль»(4:2) і швидко став ключовим гравцем в команді, отримавши нагороду «Новачок року» в Апертурі 2010.
2011 року уклав контракт з клубом «Ісідро Метапан», у складі якого провів наступний рік своєї кар'єри гравця і став чемпіоном Сальвадору. Більшість часу, проведеного у складі «Ісідро Метапан», був основним гравцем команди.
У травні 2012 року він підписав однорічний контракт з клубом ФАС, але не став основним гравцем, через що повернувся в «Санта-Теклу» на початку 2014 року.
З початку 2015 року півтора сезони захищав кольори «Атлетіко Марте». Тренерським штабом нового клубу також розглядався як гравець «основи». Після цього недовго грав за «Сонсонате».
Протягом першої половини 2017 року знову виступав за УЕС, після чого перейшов у «Агілу».

## Виступи за збірні
Залучався до складу молодіжної збірної Сальвадору.
8 жовтня 2010 року дебютував в офіційних іграх у складі національної збірної Сальвадору в товариському матчі проти збірної Панами.
У 2011 році він був включений на Центральноамериканський кубок, де він з'явився у двох матчах на заміну, а його команда в підсумку посіла четверте місце. Кілька місяців по тому він у складі збірної поїхав на Золотий кубок КОНКАКАФ 2011 року у США, де, однак, не зіграв жодної гри, і сальвадорці вилетіли з турніру у чвертьфіналі.
Перший гол у складі збірної забив 7 серпня 2011 в товариському матчі проти збірної Венесуели (2:1)
Згодом складі збірної був учасником розіграшу Золотого кубка КОНКАКАФ 2017 року у США, зігравши в одному чвертьфінальному матчі проти господарів турніру.

## Досягнення
- Чемпіон Сальвадору: Апертура 2011